# 존 찰스 필즈
존 찰스 필즈(영어: John Charles Fields, 1863년 5월 14일~1932년 8월 9일)는 캐나다의 수학자이다.
수학의 노벨상이라고 불리는 필즈상의 제창자이다. 필즈상은 1932년 스위스 취리히에서 열린 세계 수학자 대회(ICM)에서 제정되어, 1936년 그가 남긴 유산을 기반으로 설립되었다.

## 약력
1863년 캐나다 온타리오주 해밀턴에서 태어났으며, 1884년 토론토 대학교를 졸업하고, 미국 볼티모어의 존스 홉킨스 대학교에서 박사학위를 취득한다.
이후 미국에서의 연구에 한계를 느껴서 유럽으로 가게 된 필즈는 1891년 베를린과 파리 등지를 옮겨 다니면서 대수학 분야의 연구를 시작하여, 카를 바이어슈트라스, 펠릭스 클라인, 페르디난트 게오르크 프로베니우스, 막스 플랑크 등과 교우한다.
1902년 모교인 토론토 대학교 교수로 초대받아, 캐나다로 돌아온 필즈는 수학의 발전을 위해 노력한다. 온타리오 의회에서의 로비가 성공하여, 토론토 대학교에서 매년 75,000 달러의 지원금을 약속받았으며, 여러 연구 지원 기구의 설립에도 영향을 미친다. 필즈는 1919년부터 1925년까지 캐나다 왕립 재단의 재단장을 지냈으며, 그동안 그는 재단이 과학 연구를 이끌어 나가는 중심이 되길 바랐으나, 그의 염원이 완전히 이루어지지는 않았다. 그럼에도 그의 노력은 토론토가 1924년 세계 수학자 대회(ICM)의 개최지가 되는 것으로 이어졌다.
필즈는 수학의 노벨상이라고 불리는 필즈상을 탄생시킨 것으로 가장 유명하다. 1936년 처음 수여된 필즈상은 1950년 다시 시작되어, 이후 매 4년마다 수학에 중요한 공헌을 한 40세 이하의 수학자 적게는 2명에서 많게는 4명에게 주어진다.
필즈는 1920년대부터 수학자상을 계획했으나, 악화되는 건강으로 생애동안은 그 상이 주어지는 것을 보지 못한다. 그는 3개월 동안 앓다가 1932년 8월 9일 사망한다. 그는 유언에서 47,000 달러를 필즈상 기금으로 기부한다.

## 참고 문헌
- 약력(영문)[깨진 링크(과거 내용 찾기)]
- 김원기 (2010). 《필즈상 이야기》. 살림 출판사.